# Anisopleura furcata
Anisopleura furcata – gatunek ważki z rodziny Euphaeidae.